# Arabia Terra
21°15′ пн. ш. 5°43′ сх. д. / 21.25° пн. ш. 5.72° сх. д.

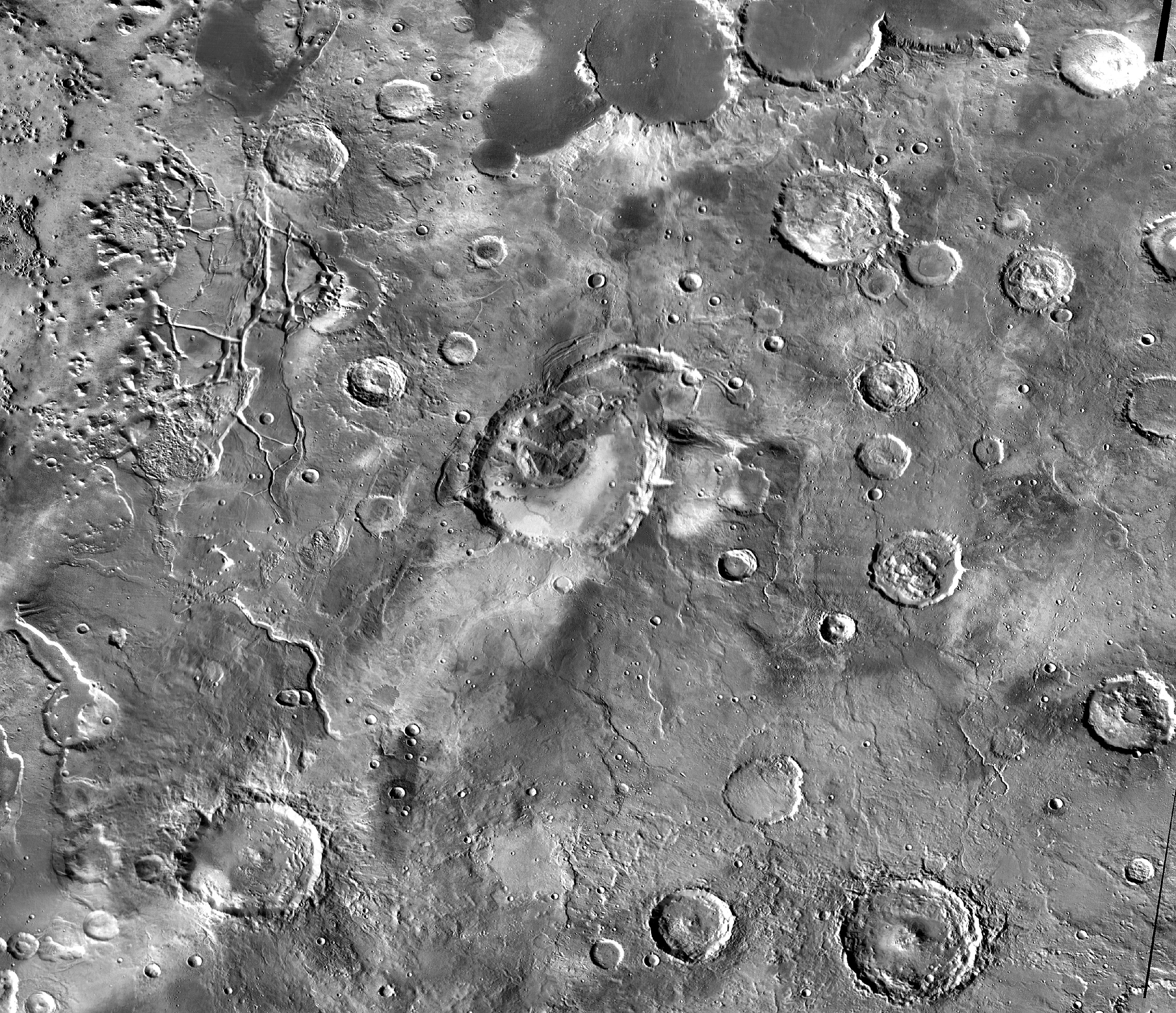
Arabia Terra

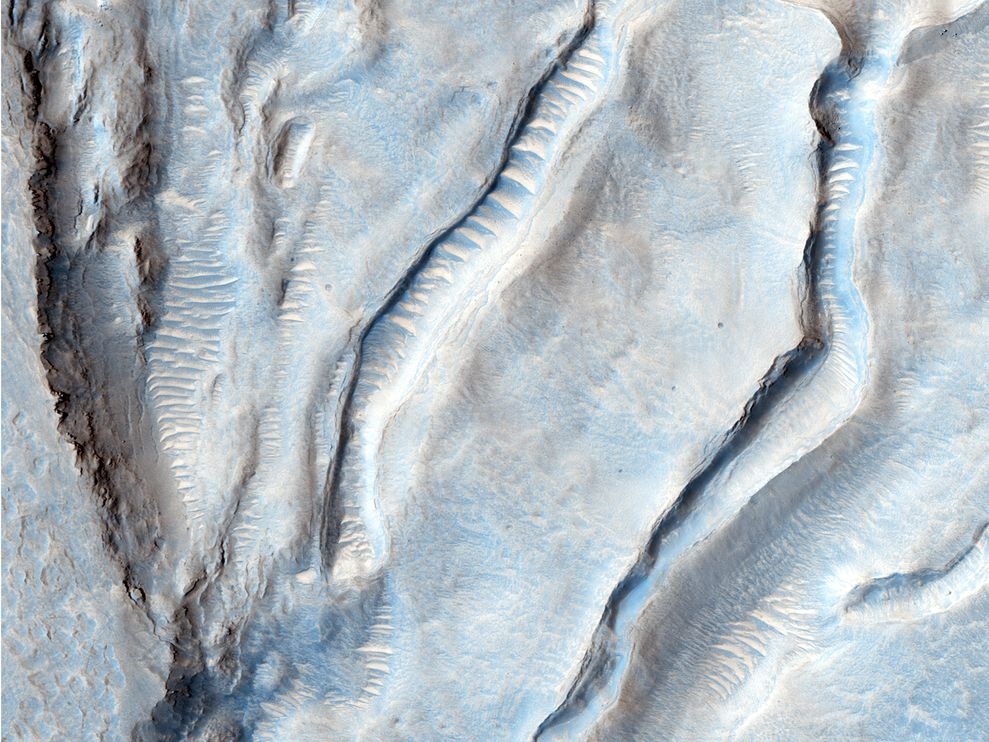
Arabia Terra

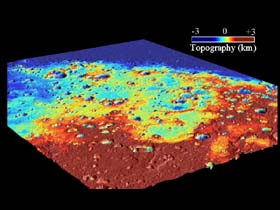
Світлина Mars Global Surveyor

Arabia Terra (арабська земля) — височина на Марсі, у високогірному районі, на північ від екватора. Можливо залишок від існуючого на цьому місці супервулкана.
Центр Arabia Terra розташований на 25° пн. ш. і 330° зх. д. Область займає площу близько 6000 км. Висота — 1750 метрів, площа — 40 на 30 км. Входить до квадрангла Arabia Широта: від 0° до 30°; довгота: від 315° до 360°. Невелика частина знаходиться в чотирикутнику Маре Acidalium. Височина щільно усіяна кратерами, найбільші — Кассіні, Тихонравов, Скіапареллі мають діаметри 200 км.
Вважається, що Arabia Terra є однією з найстаріших місцевостей на планеті.
У вересні 2004 року корабель «Марс-експрес» зміг продемонструвати підвищені рівні парів води в регіоні. Очевидно, під піщаною поверхнею є велика кількість води у вигляді льоду.
На північ від Arabia Terra — великі низовини Vastitas Borealis (Велика Північна рівнина).